# Geastrum limbatum
Geastrum limbatum är en svampart som beskrevs av Fr. 1829. Geastrum limbatum ingår i släktet jordstjärnor och familjen jordstjärnor.   Inga underarter finns listade i Catalogue of Life.